# Barco de San Pedro

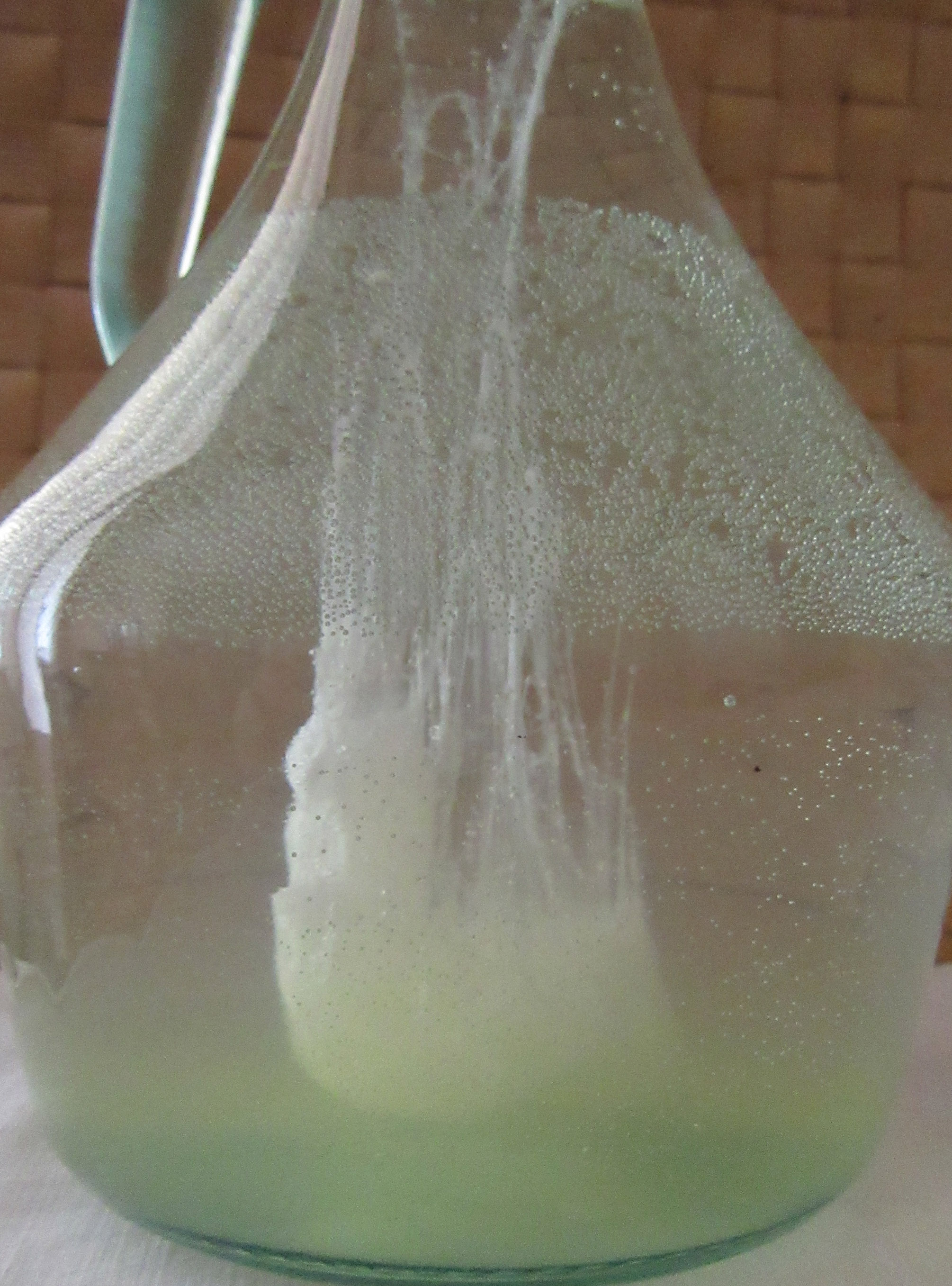
Ejemplo de un barco de San Pedro.

El barco de San Pedro (en italiano, barca di San Pietro), también conocido como el velero de San Pedro, es una tradición rural popular extendida en todo el norte de Italia, en particular en Friuli-Venecia Julia, Véneto, Trento, Lombardía, Liguria y Piamonte. También está muy extendido en algunos valles y territorios del noroeste de la Toscana: Garfagnana y Valdilima (Lucca), Valleriana (Pistoia) y Galciana (Prato).
La tradición consiste en la costumbre de colocar, la noche del 28 al 29 de junio (fiesta de San Pedro y San Pablo), un recipiente de vidrio lleno de agua sobre un césped, un jardín o un alféizar exterior de la casa, y verter en el agua una clara de huevo. En algunas tradiciones, el recipiente debe dejarse durante la noche al aire libre para recoger el rocío.
A la mañana siguiente debe encontrarse en el agua estructuras formadas a partir de la clara de huevo, que recuerden las velas de un bote o velero. Según el folclore popular, las habría formado San Pedro, quien, soplando en el recipiente de vidrio, haría que la clara tomara la forma adecuada.
La tradición cuenta que, teniendo en cuenta la forma de las «velas», si estaban muy erguidas o cerradas, se podían presagiar buenos o malos augurios de cómo sería el año agrícola o el destino de las personas. En Garfagnana y en el valle medio del Serchio, en los años de la emigración, el resultado de esta práctica también se interpretó como un deseo de viajar por mar de quienes se preparaban para partir hacia "las Américas".
El origen de la creencia está vinculado a fenómenos atmosféricos, ya que son importantes para los cultivos agrícolas o para la pesca.

## Historia
La costumbre es llenar una jarra o recipiente similar de vidrio transparente con agua (en la antigüedad se usaba un frasco vacío, de vidrio transparente y sin la tapa), y luego verter la clara del huevo (albúmina) y poner el frasco en la ventana a la luz de la luna, o en el jardín o huerta, en la noche entre el 28 y el 29 de junio.
La creencia es que San Pedro –originalmente un pescador– soplará dentro del frasco haciendo aparecer una barca, demostrando así su cercanía a los fieles.
La tradición se remonta al culto a San Pedro que se extendió por el norte de Italia a partir del siglo XVIII gracias a los monjes cristianos benedictinos. En algunas zonas y en otras variantes, la misma tradición se extendió también hasta el 24 de junio, fiesta de San Juan Bautista. La costumbre luego se mezcló con eventos estacionales; el 29 de junio, además de ser el día de San Pedro y San Pablo, ha coincidido siempre con una alta actividad de tormentas. La tradición relaciona esto con la tormentosa vida del apóstol pescador y algunos de sus episodios en el evangelio, como la tempestad calmada y caminar sobre el agua. De hecho, algunas leyendas, nunca confirmadas por los textos cristianos, atribuían las tormentas al enfado de la madre del apóstol Pedro, que parece haber terminado en el infierno por ser mala.
El antiguo sentimiento popular, por tanto, estrechamente ligado a los fenómenos atmosféricos por ser determinantes para los cultivos agrícolas o para la pesca, dio origen a este curioso rito, que sabe más a profecía que a devoción cristiana.

## Fenómeno físico
El fenómeno se debe a las variaciones térmicas entre el día y la noche, también es un factor el suelo sobre el que se coloca el contenedor, propio del primer período estival, que se adapta bien a estas condiciones (siempre que la tierra se haya calentado bien en el día anterior), de hecho también se puede realizar en otros días de este período.
La noche fría y húmeda hace variar levemente la densidad de la clara de huevo que aumenta ligeramente, cayendo así al fondo del recipiente de vidrio. Asimismo, el fondo, en contacto con el calor del suelo sobre el que descansa (calor almacenado durante las horas diurnas del día anterior), hace que las moléculas de agua se eleven mediante pequeños movimientos convectivos, creando el efecto de las «velas». A esto hay que añadir también el efecto de las primeras horas de la mañana: aquí, la albúmina debe volver a calentarse, disminuyendo así notablemente su densidad y por tanto intentando elevarse, «izando» de esta forma las «velas».